# Дяково (град)
 Тази статия е за града в Косово.  За селото в България вижте Дяково.  
Дяково (на албански: Gjakova или Gjakovë, Гяковъ, на сръбски: Ђаковица или Ðakovica, Джаковица) е град в западната част на Косово, административен център на едноименната община Дяково и на Дяковски окръг.

## Население
61 400 (1991)
94 069 (2005)
В хода на Косовската война градът силно пострадва и почти всички сърби го напускат. Преди нея в района живеят около 3000 сърби. Циганите съставляват най-голямата (7000 души) група сред националните малцинства.

## Етнически състав
(1991)
- 89%- албанци
- 4%- сърби

(2005)
- 95%- албанци

## Личности
Родени в Дяково
- Димитрий Наумов, роден в 1852 година, доброволец в Сръбско-турската война в 1876 година, на 28 април 1877 година зачислен в III рота на I дружина на Българското опълчение, уволнен на 3 юни 1878 година[1]
- Димитър Общи (1835 – 1873), български революционер

## Побратимени градове
- Шкодра, Албания